# İsmet İnönü
Mustafa İsmet İnönü (Esmirna, 24 de setembro de 1884 – Ancara, 25 de dezembro de 1973) foi um general e político turco. Foi o segundo presidente da República da Turquia, e ocupou o cargo de primeiro-ministro do país por diversas vezes; é conhecido nacionalmente como "Millî Şef" ("Chefe Nacional"), desde que foi eleito para a presidência, em 1938.

## Biografia

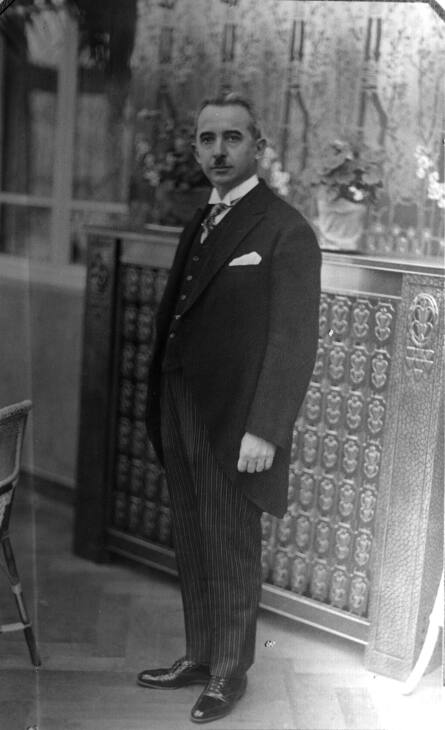
İnönü como primeiro-ministro durante o período de partido único.

İnönü é reconhecido por muitos como o braço direito de Mustafa Kemal Atatürk, com sua amizade que remonta à campanha de Gallipoli. Na Guerra Greco-Turca de 1919–1922, ele serviu como o primeiro Chefe do Estado-Maior General (turco: Erkân-ı Harbiye-i Umumiye Reis Vekili) de 1922 a 1924 para o exército regular turco, durante o qual comandou as forças das batalhas de primeiro e segundo İnönü. Mustafa Kemal concedeu a İsmet o sobrenome İnönü, onde as batalhas ocorreram, quando a Lei do Sobrenome de 1934 foi adotado. Ele também foi negociador-chefe nas conferências de Mudanya e Lausanne para o governo de Ancara, negociando com sucesso o tratado de Sevre para o Tratado de Lausanne. Como seu primeiro-ministro de 1923 a 1924 e de 1925 a 1937, İnönü executou muitas das reformas modernizadoras e nacionalistas de Atatürk.
İnönü sucedeu Atatürk como presidente da Turquia após sua morte em 1938, e recebeu o título oficial de Millî Şef ("Chefe Nacional") pelo parlamento. Como presidente e presidente do Partido Republicano do Povo (CHP), İnönü inicialmente deu continuidade ao estado de partido único da Turquia e aos programas kemalistas apoiando projetos como os Village Institutes. Seus governos implementaram políticas econômicas estatistas notavelmente pesadas. O Estado de Hatay foi anexado em 1939, e a Turquia conseguiu manter uma neutralidade armada durante a Segunda Guerra Mundial, juntando-se às potências aliadas apenas três meses antes do fim do Teatro Europeu. A crise do estreito da Turquia levou İnönü a construir laços mais estreitos com as potências ocidentais, com o país finalmente aderindo à OTAN em 1952, embora nessa época ele não fosse mais presidente.

O faccionalismo entre estatistas e liberais no CHP acabou levando à criação do Partido Democrata em 1946. İnönü realizou as primeiras eleições multipartidárias na história da República naquele ano, iniciando o período multipartidário da Turquia. 1950 assistiu a uma transferência pacífica do poder para os democratas, quando o CHP sofreu uma derrota nas eleições. Por dez anos, İnönü serviu como líder da oposição antes de retornar ao poder como primeiro-ministro após a eleição de 1961, realizada após o golpe de Estado de 1960. Sua presidência viu o início da mudança do CHP para a "esquerda do centro" como um novo quadro do partido liderado por Bülent Ecevit tornou-se mais influente. İnönü permaneceu líder do CHP até 1972, quando foi derrotado por Ecevit em uma competição de liderança. Ele morreu em 25 de dezembro de 1973 de ataque cardíaco, aos 89 anos, e foi enterrado em frente ao mausoléu de Atatürk em Anıtkabir, em Ancara.